# Jindřich Sitta
Jindřich Sitta (* 15. srpna 1955 Praha) je český plukovník v záloze, lékař (chirurg) a podnikatel, bývalý velitel 6. polní nemocnice Armády ČR, mezi roky 2007 až 2019 první místopředseda Československé obce legionářské.

## Život
V 60. letech 20. století absolvoval pražské základní školy a v letech 1970 až 1974 pak Vojenské gymnázium Jana Žižky z Trocnova v Opavě. Následně v letech 1974 až 1981 vystudoval Vojenský lékařský výzkumný a doškolovací ústav Jana Evangelisty Purkyně v Hradci Králové (získal titul MUDr.). Později ještě získal několik atestací a licencí: atestace v oboru chirurgie prvního stupně (1988), atestace v oboru cévní chirurgie (1997), licence v oboru trvalá kardiostimulace – chirurgická část (1998) a atestace v oboru organizace a řízení vojenského zdravotnictví (2000).
Absolvoval několik zahraničních vojenských misí: prosinec 1990 až květen 1991 mise v Perském zálivu, květen až říjen 1999 mise v Albánii a Turecku a květen 2002 až říjen 2003 mise v Afghánistánu. Byl také velitelem 6. polní nemocnice Armády ČR. Od roku 2003 je členem Československé obce legionářské, mezi roky 2007 až 2019 pak zastával funkci jejího prvního místopředsedy.
V roce 2003 byl obžalován a postaven před soud kvůli podezření ze zneužívání pravomoci veřejného činitele a porušování práv a chráněných zájmů vojáků. Krajský státní zástupce však řízení proti němu zastavil. Později se začal živit jako stavební podnikatel a farmář. Od roku 2003 je ředitelem akciové společnosti SUDOP Project Plzeň.
Jindřich Sitta žije od roku 1986 ve městě Plzeň, konkrétně v části Plzeň 3.

## Ocenění
Roku 2013 ho za vynikající spolupráci s Vojenskou kanceláří prezidenta republiky a Hradní stráží vyznamenal brigádní generál Zdeněk Jakůbek Záslužným křížem náčelníka Vojenské kanceláře prezidenta republiky. Roku 2014  převzal od Martina Stropnického Vyznamenání Zlaté lípy ministra obrany ČR.. Z vojenských misí si přivezl Bitevní řád udělený ministrem obrany, letectva a generálním inspektorem Království Saúdské Arábie, Medaili za osvobození Kuvajtu udělená králem Saúdské Arábie Fahd bin Abd al-Azízem a jiné.

## Politické působení
V komunálních volbách v roce 2018 kandidoval jako nestraník za hnutí STAN na kandidátce uskupení „PATRIOTI A STAROSTOVÉ S PODPOROU SVOBODNÝCH“ do Zastupitelstva města Plzeň i městského obvodu Plzeň 3, ale ani v jednom případě neuspěl.
Ve volbách do Poslanecké sněmovny PČR v roce 2017 kandidoval jako nestraník za hnutí STAN v Plzeňském kraji, ale rovněž neuspěl.
Ve volbách do Senátu PČR v roce 2020 kandidoval jako nestraník za hnutí STAN v obvodu č. 9 – Plzeň-město. Se ziskem 16,40 % hlasů skončil na 3. místě a do druhého kola nepostoupil.